# Precisa 1430
La AgfaPhoto Precisa 1430  è una fotocamera bridge con un sensore 5,76*4,29 mm CCD, con una risoluzione di 14,1 megapixel. È stata annunciata nel 2011 insieme alle fotocamere: Selecta 16, Selecta 14, Optima 145, Optima 147 e successivamente aggiunta al nuovo catalogo.

## Tecnologia
La Precisa presenta un design comune alle altre fotocamere compatte dell'Agfa, insieme alla risoluzione del sensore ed alle funzioni incorporate . Anche se non ha tutte le caratteristiche per poter essere allo stesso livello delle altre fotocamere con cui è stata rilasciata, perché ha zoom minore e schermo più piccolo. Può comunque contare su un buon numero di modi di esposizione ed una vasta gamma di iso paragonabile con le fotocamere bridge .

## Target d'utenza
Il costo e le prestazioni sono indirizzarti ad un pubblico nuovo nel campo della fotografia, che scatta le prime foto, prendendo confidenza con i comandi fondamentali comuni a molte fotocamere e grazie al vantaggioso rapporto qualità-prezzo  è una valida alternativa alle fotografie dello smartphone.

## Concorrenza
I principali produttori concorrenti dell'Agfa nel campo delle fotocamere compatte sono: Fujifilm, Canon, Minox, Nikon, Lumix, Olympus, Pentax, Samsung.